# 楢葉村
楢葉村（ならわむら）は、千葉県君津郡（望陀郡）にかつて存在した村である。現在の袖ケ浦市の北部に位置している。現在では大字名の奈良輪表記が用いられているため、ほとんどその名をとどめていない。

## 沿革
- 1889年4月1日 - 町村制施行により、奈良輪村、坂戸市場村の大半が合併し、望陀郡楢葉村が発足。坂戸市場村の残部は同郡巖根村となった。
- 1897年4月1日 - 望陀郡が統合されて君津郡となる。
- 1912年8月21日 - 木更津線（現内房線）の千葉駅 - 木更津駅間の開業にともない楢葉駅（ならはえき）が開業。歴史的仮名遣により戦前は表記が「ならは駅」、発音が「ならわ駅」であったが、戦後も引き続き「ならは駅」が正式表記であった。
- 1932年7月1日 - 神納村と合併して昭和町を新設。同日楢葉村廃止。
- 1955年3月31日 - 昭和町が長浦村、根形村の一部（岩井、谷中、三黒）と合併して袖ケ浦町を新設。
- 1971年11月3日 - 袖ケ浦町が平川町が合併し、改めて袖ケ浦町を新設。
- 1974年3月31日 - 楢葉駅が袖ケ浦駅に改称。
- 1991年4月1日 - 袖ケ浦町が市制施行し袖ケ浦市となる。

## 交通

### 鉄道
- 国鉄（現・JR東日本）
  - 房総西線：楢葉駅（ならはえき、現・袖ケ浦駅）

### 道路
- 房総街道（のちの国道127号の一部、国道16号の旧道）